# Jimmy Perrys
Jimmy Perrys né en 1919 et mort en 1974, est un artiste de music-hall et un acteur français.
Il ne doit pas être confondu avec l'acteur anglais Jimmy Perry (1923-2016).

## Biographie
Après avoir débuté à la fin des années 1920 comme danseur fantaisiste à Bobino, au Moulin-Rouge et à l'Empire puis à l'ABC et aux Deux-Ânes, il a été cantonné après-guerre dans des rôles secondaires, voire de figuration, au cinéma à l'ombre de grandes vedettes comme Jean Gabin, Fernandel, Louis de Funès ou Bourvil. Il a tenu le pittoresque rôle du cocher du vin du Postillon, plus vrai que nature, dans Un cheval pour deux.

## Filmographie
- 1952 : Les Belles de nuit de René Clair - Un consommateur jouant du chapeau
- 1953 : La Tournée des grands ducs de André Pellenc - Un gendarme, dans le final
- 1954 : L'Air de Paris de Marcel Carné - Un fort des Halles
- 1954 : Escalier de service de Carlo Rim - Un déménageur
- 1955 : Razzia sur la chnouf d'Henri Decoin - Le bistrot
- 1955 : Port du désir de Edmond T. Gréville - Un joueur de cartes
- 1955 : Chiens perdus sans collier de Jean Delannoy - Gégène, l'éclusier
- 1955 : Des gens sans importance d'Henri Verneuil - Un danseur au bal des routiers
- 1955 : Frou-Frou de Augusto Genina - Un acheteur au vernissage
- 1956 : Voici le temps des assassins de Julien Duvivier - Un homme le long de la rivière
- 1956 : Les Duraton d'André Berthomieu - Le pêcheur
- 1956 : L'Énigmatique Monsieur D (Foreign Intrigue) de Sheldon Reynolds - Le travailleur vivant dans le building de Mannheim
- 1956 : Le Sang à la tête de Gilles Grangier - Un homme entrant au bistrot
- 1956 : L'Homme à l'imperméable de Julien Duvivier - Le patron du café
- 1957 : Les Misérables de Jean-Paul Le Chanois - Le préposé aux libérables - dans la première époque -
- 1957 : La Route joyeuse - "The happy road" de Gene Kelly - Le travailleur qui se lave les mains à la fontaine
- 1957 : Sénéchal le magnifique de Jean Boyer - Un pensionnaire
- 1958 : Le Désordre et la Nuit de Gilles Grangier - Un consommateur
- 1958 : Archimède le clochard de Gilles Grangier - Un spectateur au défilé militaire
- 1958 : Ni vu, ni connu d'Yves Robert - Antoine le détenu, ex-tailleur
- 1958 : Le Grand Chef de Henri Verneuil - Le voisin préoccupé par sa télé
- 1959 : Le Baron de l'écluse de Jean Delannoy - M. Camille, le restaurateur
- 1959 : Un témoin dans la ville de Édouard Molinaro - Un bistrot
- 1960 : Les Cinq Dernières Minutes, épisode Au fil de l'histoire de Claude Loursais : un agent
- 1960 : Le Caïd de Bernard Borderie - Un voyageur dans la salle d'attente d'Arles
- 1960 : Les Yeux sans visage de Georges Franju - Un homme à la morgue
- 1960 : Le Mouton de Pierre Chevalier - Un gardien de prison
- 1960 : Les Cinq Dernières Minutes, épisode Le Dessus des cartes de Claude Loursais : le facteur (TV)
- 1961 : La Famille Fenouillard d'Yves Robert
- 1961 : En votre âme et conscience, épisode : L'Affaire Courtois de  Jean-Pierre Marchand
- 1961 : La Proie pour l'ombre d'Alexandre Astruc - Le concierge
- 1961 : Un cheval pour deux de Jean-Marc Thibault - Le cocher des vins du "Postillon"
- 1961 : Le Tracassin ou Les Plaisirs de la ville de Alex Joffé
- 1962 : Léviathan de Léonard Keigel
- 1962 : Arsène Lupin contre Arsène Lupin d'Édouard Molinaro
- 1962 : Les Mystères de Paris d'André Hunebelle - Le voisin de l'homme accidenté
- 1962 : Le Pèlerin perdu de Guy Jorré - court métrage -
- 1963 : L'Honorable Stanislas, agent secret de Jean-Charles Dudrumet : le restaurateur
- 1963 : Méfiez-vous, mesdames d'André Hunebelle
- 1964 : L'Abonné de la ligne U de Yannick Andreï
- 1964 : Moi et les hommes de quarante ans de Jack Pinoteau - Un badaud
- 1965 : Le train bleu s'arrête 13 fois, de Mick Roussel (série télévisée) (épisode, Dijon : premier courrier)
- 1968 : L'Homme de l'ombre  de Guy Jorre, épisode : Neuf mille et un soleils, série télévisée
- 1972 : Sex-shop de Claude Berri - L'empereur Marcel